# Wendy Brown
Wendy L. Brown (28 novembre 1955) è una filosofa statunitense.
Insegna scienze politiche all'Università di Berkeley. Fa anche parte del dipartimento di retorica, dove si occupa di teoria critica. Ha scritto saggi sulla politica contemporanea approfondendo le tesi di Marx e di Foucault. I suoi studi sulle divergenze fondamentali fra neoliberalismo e neoconservatorismo, così come la sua analisi del neoliberalismo in relazione ai pericoli per l'educazione pubblica, le hanno dato grande notorietà.

## Biografia
Dopo essersi laureata in economia e in scienze politiche all'Università di Santa Cruz e aver conseguito il dottorato di ricerca in filosofia politica all'Università di Princeton, ha insegnato al Williams College e all'Università di Santa Cruz prima di trasferirsi a Berkeley nel 1999. Ha tenuto lezioni all'istituto di studi avanzati di Princeton, all'istituto di scienze umane di Vienna, all'Università Goethe di Francoforte e all'istituto di ricerca delle discipline umanistiche dell'Università della California di Irvine. Inoltre ha insegnato alla scuola estiva di teoria critica presso l'istituto di discipline umanistiche di Birkbeck a Londra.
Ha ricevuto premi e riconoscimenti dall'Institute for Advanced Study di Princeton, dalla Society for the Humanities alla Cornell University, dalla Ford Foundation, dalla Woodrow Wilson Foundation e dall'American Association of University Women. È stata membro dell'American Political Science Association (2007-09) e dell'Humanities Research Institute Board of Governors a Berkeley (2009-11), ed i suoi libri sono tradotti in più di quindici lingue.
Ha elaborato nuovi paradigmi nel campo dei studi critici del diritto e della teoria femminista. Il suo pensiero è insegnato in corsi di teoria politica, antropologia, sociologia, teoria femminista, educazione e teoria critica. In particolare, il suo lavoro trae spunto dalla critica di Marx al capitalismo, dal pensiero di Nietzsche sul potere e sulla morale, dalle opere di Max Weber sulla moderna organizzazione del potere, dagli studi di Freud sulla psicologia del gruppo, dalla Scuola di Francoforte, dai saggi di Michel Foucault sulla sovranità e sul neo-liberalismo, e dalla filosofia continentale, per approfondire l'analisi del potere politico contemporaneo, e delle sue minacce alla democrazia. Ha proposto una critica del discorso sulla “tolleranza”, mostrando come sia usato per promuovere l'intolleranza. 
Allieva del teorico politico Sheldon Wolin, Brown ha dato contributi significativi al discorso sull'identità politica, sulla cittadinanza, e sul valore dell'educazione pubblica come parte fondamentale della democrazia.
I saggi più recenti della Brown si occupano della sovranità degli Stati messa a rischio dalle nuove condizioni globali del potere, e mostrano come l'erosione degli Stati-nazione induca il tentativo di conservare l'identità nazionale attraverso l'edificazione di barriere e muri. I suoi studi sul secolarismo enfatizzano come il senso di “critica” nel liberalismo moderno sia legato al problema della gestione delle affiliazioni religiose, tanto che la religione è servita come presupposto per lo statalismo moderno. La sua critica del neo-liberalismo mostra come esso minacci i valori democratici e l'idea di bene comune.

## Vita personale
La sua compagna è la filosofa Judith Butler. Le due vivono a Berkeley con un figlio, Isaac.
Per anni, Brown si è battuta contro la privatizzazione dell'Università di Berkeley organizzando marce e manifestazioni per sensibilizzare l'opinione pubblica sugli effetti negativi della privatizzazione dell'educazione pubblica. Ha inoltre sostenuto il movimento Occupy Wall Street.

## Opere
- Manhood and Politics: A Feminist Reading in Political Thought, 1988
- States of Injury: Power and Freedom in Late Modernity, 1995
- Politics Out of History, 2001
- Left Legalism/Left Critique (con Janet Halley), 2002
- Edgework: Critical Essays in Knowledge and Politics, 2005
- Regulating Aversion: Tolerance in the Age of Identity and Empire, 2006
- Walled States, Waning Sovereignty, 2010
- Is Critique Secular? (con Asad, Butler and Mahmood), 2011
- Undoing the Demos. Neoliberalism's Stealth Revolution, 2015
- In the Ruins of Neoliberalism: the Rise of Antidemocratic Politics in the West, 2019